# Escuela Nacional de Aeronáutica
La Escuela Nacional de Aeronáutica fue una escuela de pilotos civiles que existió en España entre 1974 y 1993. Tenía su sede en el Aeropuerto de Salamanca, en las cercanías de la ciudad de Salamanca.

## ENA
El 24 de mayo de 1974, se crea la Escuela Nacional de Aeronáutica (ENA), con sede en la Base Aérea de Matacán (Salamanca), con el objetivo de cubrir la necesidad de formación de pilotos civiles en España, ya que las únicas vías existentes eran la Academia General del Aire o la formación en el extranjero. Se forma el Grupo de Escuelas de Matacán GRUEMA con la ENA y la escuela de vuelo instrumental del Ejército del Aire. El 15 de septiembre de 1979, inaugura el nuevo edificio el entonces Ministro de Transportes y Comunicaciones D. Salvador Sánchez Terán. La enseñanza es gratuita, debiendo los aspirantes aprobar previamente una oposición pública. 
Se forman 14 promociones de pilotos.

## Sucesores

### SENASA
El 20 de diciembre de 1990, a través de un Real Decreto, se produce la privatización de la Escuela, pasando a crearse SENASA (Sociedad Estatal para las Enseñanzas Aeronáuticas Civiles, S.A.) quien seguirá con la formación de las dos últimas promociones de la ENA hasta el año 1993. 
Esta sociedad estaba participada al 100% por el Estado español a través de la Dirección General del Patrimonio del Estado y adscrita al Ministerio de Fomento, a través de la Dirección General de Aviación Civil; en este momento se separa la gestión de la Terminal civil del Aeropuerto de Matacán. En SENASA se forman 24 nuevas promociones de pilotos. 
Desde julio de 2006 pasará a llamarse Servicios y Estudios para la Navegación Aérea y la Seguridad Aeronáutica, S.A.
Actualmente SENASA es una sociedad mercantil estatal, y proporciona asistencia técnica especializada a las entidades públicas del sector aeronáutico español en numerosas áreas: seguridad operacional y física, navegación aérea, meteorología, aeropuertos, servidumbres aeronáuticas y sostenibilidad medioambiental. Junto a ello, desarrolla las líneas de negocio de consultoría, formación de controladores aéreos, formación de pilotos de UAS y mantenimiento y operación de aeronaves.

### Adventia
El relevo en la formación de pilotos lo toma Adventia (creada el 22 de mayo de 2000), marca comercial de EAC (European Aviation College, 17 de noviembre de 1994), participada por SENASA y diversos accionistas como líneas aéreas o la Cámara de Comercio de Salamanca, que ha sabido recoger la tradición y experiencia aeronáutica existente en el Aeródromo de Matacán desde que en 1939 se creara la “Escuela de Vuelo sin Visibilidad” y en 1946 la Escuela Superior de Vuelo. Tiene como objetivo la formación aeronáutica integral, tanto de pilotos como TCP (Tripulante de cabina de pasajeros) o inglés aeronáutico (normativa JAR-FCL). 
Desde noviembre de 2005, la Fundación Nido–Mariano Rodríguez da a la escuela un nuevo impulso, así como la realización de cursos de piloto con título propio de la Universidad de Salamanca graduado superior en aviación comercial-piloto de transporte de línea aérea. En abril de 2012,la Fundación Salamanca Progreso (formada por la Cámara de Comercio de Salamanca y CONFAES) pasa a ser accionista mayoritaria de la sociedad. Ha formado, hasta mayo de 2015, 41 promociones de Piloto de Transporte de Línea Aérea y 6 de TCP. En la actualidad la escuela también imparte cursos para certificarse como piloto de drone.
El 11 de noviembre de 2024, la Universidad de Salamanca (USAL) adquiere la Escuela de Pilotos Adventia y se convierte en accionista mayoritaria.